# Ⲭ
Cette page contient des caractères spéciaux ou non latins. S’ils s’affichent mal (▯, ?, etc.), consultez la page d’aide Unicode.
Ne doit pas être confondu avec la lettre grecque Chi, les lettres latines X ou Chi, ou la lettre cyrillique Kha.
Ⲭ (minuscule : ⲭ), appelé khi, est une lettre de l’alphabet copte utilisée dans l’écriture du copte, de l’ancien nubien et du nobiin.

## Représentations informatiques
Le khi a été représenté avec les mêmes caractères que le chi grec jusqu’à la publication d’Unicode 4.1 en mars 2005, à partir de laquelle il est représenté avec des caractères qui lui sont propres. Il peut donc être représenté à l’aide des caractères (Grec et copte, Copte) suivants, :
| lettres   | représentations | chaînes de caractères | points de code | descriptions                 | note               |
| --------- | --------------- | --------------------- | -------------- | ---------------------------- | ------------------ |
| majuscule | Χ               | Χ                     | U+03A7         | lettre majuscule grecque khi | avant Unicode 4.1  |
| minuscule | χ               | χ                     | U+03C7         | lettre minuscule grecque khi | avant Unicode 4.1  |
| majuscule | Ⲭ               | Ⲭ                     | U+2CAC         | lettre majuscule copte khi   | depuis Unicode 4.1 |
| minuscule | ⲭ               | ⲭ                     | U+2CAD         | lettre minuscule copte khi   | depuis Unicode 4.1 |